# الکسیس آنوفریوس
الکسیس آنوفریوس (لتونیایی: Aleksejs Anufrijevs; ۱۵ ژانویهٔ ۱۹۱۲ – آوریل ۱۹۴۵) بازیکن بسکتبال اهل لتونی بود.
وی در مسابقات کشوری و بین‌المللی در مجموع برندهٔ ۱ مدال طلا شده‌است.